# Robert Eduard Prutz
Robert Eduard Prutz (ur. 30 maja 1816 in Szczecinie, zm. 21 czerwca 1872 tamże) – niemiecki literat. Profesor uniwersytetu w Halle. Jego dorobek literacki to m.in. dramat "Die politische Wochenstube" oraz wiersze 
"Ver sacrum", "Was wir wollen", "Billigkeit", "Zensur" i "Praktischer Rat".
Robert Eduard Prutz został pochowany na cmentarzu w Nemitz. W 1900 roku Nemitz (pol. Niemierzyn) włączono w granice miejskie Szczecina, a po drugiej wojnie światowej na terenie cmentarza utworzono Ogród Dendrologiczny im. Stefana Kownasa (między ulicą Arkońską a ulicą Słowackiego).